# Пирамиды (село)
Пирамиды — село в Бутурлиновском районе Воронежской области.
Входит в состав Карайчевского сельского поселения.

## География

### Улицы
- ул. Автострадная,
- ул. Комсомольская.

## Население
| 2010 |
| ---- |
| 84   |